# Ali Koç
Yıldırım Ali Koç (Istanbul, 2 aprile 1967) è un imprenditore turco, membro di terza generazione della famiglia Koç e terzogenito di Rahmi Koç.
Dal giugno 2018 è presidente della polisportiva del Fenerbahçe.

## Biografia
Nato a Şişli, distretto europeo di Istanbul, si è diplomato alla Harrow School di Londra (1980-85) e ha conseguito una laurea in amministrazione aziendale all'Università Rice di Houston, in Texas (1985-89), seguita da un MBA alla Harvard Business School (1995-97). Nel 1990-91 ha partecipato al programma di formazione manageriale dell’American Express, e dal 1992 al 1994 è stato analista presso Morgan Stanley.
Nel 1997 è entrato nella holding di famiglia, la Koç Holding, ricoprendo varie posizioni dirigenziali all’interno del gruppo, tra cui dal 2006 al 2010 quella di direttore della comunicazione aziendale.
Dopo aver ricoperto per quattro mandati biennali consecutivi la carica di vicepresidente, il 3 giugno 2018 è stato eletto 37º presidente del Fenerbahçe, sconfiggendo l’ex presidente e candidato Aziz Yıldırım con il 77,6% dei voti.
Nel 2022 è stato insignito del titolo di Commendatore onorario dell'Ordine dell'Impero britannico (CBE) per i servizi resi al commercio e agli investimenti tra Regno Unito e Turchia. Koç è inoltre membro del Global Advisory Council di Bank of America, del Global Board of Advisors del Council on Foreign Relations e del Board of Trustees di Chatham House.

## Vita privata
Ali Koç ha sposato l'artista Nevbahar Demirağ nel 2005. La coppia ha due figli: Leyla Sadberk (2006) e Kerim Rahmi (2008).